# ニチベイ
株式会社ニチベイは、ブラインドや間仕切りといったインテリア商品を扱うメーカー。生産本部は神奈川県愛甲郡愛川町。本社は東京都中央区日本橋。立川ブラインド工業と並ぶブラインド業界の大手である。ニチベイとは日米のことで、旧社名は日米ブラインド工業。1981年から現社名となっている。海外進出に積極的で、また過去に数多くの海外ブランドと提携を行っている。

## 沿革
- 1941年 - 創業。
- 1954年 - 日米ブラインド工業株式会社設立。
- 1981年 - 株式会社ニチベイに商号変更

## 主な商品
- ブラインド
- 縦型ブラインド
- ロールスクリーン
- ブリーツスクリーン
- シェード
- カーテンブラインド
- アコーデオンドア
- 間仕切り
- 仕切り壁
- パイプカーテン

など